# Gancho (boxe)
O Gancho é um soco utilizado no boxe e kickboxing. Este golpe é lançado em arco, lateralmente, com um braço curvado. Pode ser executado com qualquer uma das mãos. O pugilista troca o peso para o seu pé de trás, enquanto gira a anca e roda o seu pé dianteiro para o interior, fazendo com que o braço se direccione juntamente com o corpo num golpe de mão dianteira. O poder no gancho advém da rotação explosiva da anca e ombros, que permite o balanceamento de uma grande quantidade de peso corporal a apoiar o golpe. O gancho clássico é lançado num plano horizontal, podendo também ser executado com ângulo de 45º ("gancho mexicano" ou "gancho de pá" ou "gancho às costelas"), assemelhando-se muito a um uppercut (praticamente a meio termo entre os dois); este golpe é apontado à zona das costelas, sendo que o ideal será na parte inferior das mesmas. É um golpe muito útil quando dirigido para a cabeça ou para as costelas ou zona abdominal, já que a força natural do gancho tende a entrar melhor que um directo na guarda do adversário. Considerado um dos socos com maior poder de nocautear, existem contudo variações de gancho são exequíveis nos mais variados desportos de combate.